# Hans Ziglarski
Hans Ziglarski (ur. 16 października 1905 w Białymstoku, zm. 12 lutego 1975 w Berlinie) – niemiecki bokser, wicemistrz olimpijski.
Uczestnik letnich igrzysk olimpijskich w Amsterdamie 1928 roku. Po czterech latach został srebrnym medalistą letnich igrzysk olimpijskich w 1932  w Los Angeles w kategorii koguciej.
Startując w mistrzostwach Niemiec został mistrzem w 1928 w wadze koguciej, oraz wywalczył wicemistrzostwo kraju w 1925 w kategorii muszej i w 1933 w koguciej.